# 681-es busz (2007–2015)
A 681-es jelzésű regionális autóbusz Szigetszentmiklós, városháza és Szigethalom-Újtelep között közlekedett. A 681-es busz csak hétvégén járt, kétóránként 7:20–21:20 között, helyette hétköznap a 685-ös és 686-os busz közlekedett.

## Története
Korábban 2629-es számú helyi járatként közlekedett. 2007. december 9-től ez a vonal is megkapta – a 800-as járatok után – a háromjegyű számozást. 2015. július 26-án közlekedett utoljára, 2015. augusztus 1-jén felváltotta a 682-es busz.

## Megállóhelyei
| 0  | Szigetszentmiklós, városháza végállomás        |                              |
| 1  | Városi Könyvtár                                | 38, 238 673, 674             |
| 2  | Jókai utca                                     | 38, 238                      |
| 3  | Váci Mihály utca (József Attila-telep H)       | 38, 238                      |
| 4  | Őz utca                                        |                              |
| 5  | Nyárfa utca                                    |                              |
| 6  | Kéktó utca                                     |                              |
| 7  | Ádám Jenő sétány                               |                              |
| 8  | Iharos utca                                    |                              |
| 9  | Csépi út                                       |                              |
| 10 | Szigethalom-Újtelep                            | 660, 663, 664, 665, 667, 668 |
| 11 | Repkény utca                                   |                              |
| 12 | Gerle utca                                     |                              |
| 13 | Gergely utca                                   |                              |
| 14 | Vénusz utca                                    |                              |
| 15 | Tebe sor                                       |                              |
| 16 | Őz utca                                        |                              |
| 17 | Váci Mihály utca (József Attila-telep H)       | 38, 238                      |
| 18 | Jókai utca                                     | 38, 238                      |
| 19 | Szent Erzsébet tér                             |                              |
| 20 | Szigetszentmiklós, városháza érkező végállomás | 38, 238 673, 674, 676        |